# Harmantepe, Kâğıthane
Harmantepe là một xã thuộc huyện Kâğıthane, tỉnh Istanbul, Thổ Nhĩ Kỳ.